# Grote Pyr (stripreeks)
Grote Pyr is een Nederlandse stripreeks bedacht door Dick Matena.

## Inhoud
Het verhaal speelt in de tijd van de Vikingen, de 9e-11e eeuw. De Viking-leider Grote Pyr keert 
terug van een plundertocht en besluit zijn zoon Thor te leren wat avontuur is, wat leidt tot allerlei 
verwikkelingen. In het tweede verhaal De grotten van de Witte Beer ontdekken ze zelfs het latere Amerika.

## Publicatiegeschiedenis
De reeks startte in 1971 als vervolgstrip in het striptijdschrift Pep. De strip Grote Pyr werd gekenmerkt door veel details, overdadigheid, weinig subtiliteit en een behoorlijk onrustige stijl; het was echter wel een levendige strip met een aansprekend gegeven. Matena was op zoek naar zijn eigen stijl en keek daarvoor naar zijn tijdgenoten Daan Jippes en Fred Julsing. In het tweede verhaal werden de tekeningen belangrijker dan het verhaal.
Er verschenen in totaal drie verhalen in Pep: De wraak van Zwarte Gorre (Pep 1971 nummers 36 t/m 46), De grotten van de Witte Beer (Pep 1972 nummers 24 t/m 36)) en De zoon van de Zon (Pep 1974 nummers 29 t/m 49). De serie liep tot en met 1974. Toen het stripblad Eppo in 1975  het stokje overnam van Pep, is er gekeken of de strip een vervolg moest krijgen. Dick Matena was echter van mening dat deze strip een doodlopende straat was; men stapte over op de komische piratenstrip Kleine Pier.
In het Sjors en Sjimmie Stripblad (Eppo) verscheen in 1989 het verhaal De IJzeren Dame,, dat echter in stijl niet te vergelijken is met de Grote Pyr uit de Pep-periode.

## Albums
De  3 verhalen uit Pep zijn ook in boekvorm uitgegeven. In 1987 en 1988 werden de eerste twee verhalen in kleur heruitgegeven.
- De wraak van Zwarte Gorre (1973), reeks Oberon strips gekleurd nr 9[8] (1987), reeks Oberon uitgaven nr 1, in kleur[9]
- De grotten van de Witte Beer (1976), reeks Oberon Zwartwit nr 2[10] (1988), reeks Oberon uitgaven nr 2, in kleur[11]
- De zoon van de Zon (1979), reeks Oberon Zwartwit nr 28[12]